# 名古屋市立森孝中学校
名古屋市立森孝中学校（なごやしりつ もりたかちゅうがっこう）は、愛知県名古屋市守山区四軒家二丁目にある市立の中学校。

## 沿革
- 1980年（昭和55年） - 名古屋市立大森中学校分校として開校。
- 1981年（昭和56年） - 名古屋市立森孝中学校として独立開校。15学級、612名の生徒でスタートした。
- 2005年（平成17年） - 創立25周年。

## 学区
- 名古屋市立森孝西小学校
- 名古屋市立森孝東小学校
- 名古屋市立本地丘小学校

## 教育目標と校訓

### 教育目標
真理と正義を希求し、健康な心身と自主性を重んじ、人間性あふれた社会人への育成をめざす。

## 現地情報

### 所在地
- 愛知県名古屋市守山区四軒家二丁目405番地

### アクセス
- 名古屋市営バス（市バス）・名鉄バス「四軒家西口」バス停より徒歩で約1 - 2分。